# Nội dung tự do
Nội dung tự do, hay thông tin tự do, là bất kỳ loại tác phẩm (bao gồm phần mềm, từ điển bách khoa, từ điển và sách chữ, tác phẩm nghệ thuật, hoặc nội dung sáng tạo khác) không có hạn chế rõ ràng nào về pháp luật liên quan đến quyền tự do sử dụng, tái phân phối, và tạo ra phiên bản có điều chỉnh và tác phẩm dẫn xuất từ nội dung đó.
Nội dung tự do bao gồm tất cả những tác phẩm trong phạm vi công cộng và kể cả những tác phẩm có bản quyền nhưng được cấp giấy phép tôn trọng và tán thành quyền tự do được nói ở trên. Vì luật pháp mặc nhiên trao cho người nắm giữ bản quyền quyền quản lý độc quyền đối với những sáng tạo của họ, do đó, nội dung có bản quyền phải được tuyên bố một cách rõ ràng là chúng tự do, thường bằng cách chỉ tới hoặc bao hàm những nội dung giấy phép đi kèm với tác phẩm.
(Tác phẩm trong phạm vi công cộng không thể ghi giấy phép vì, theo định nghĩa, bản quyền của nó đã hết hạn hoặc đã từ bỏ hoàn toàn. Tuy nhiên, một tác phẩm như vậy vẫn được xem là nội dung tự do, vì có thể dùng nó với bất cứ mục đích nào — ngoại trừ, đương nhiên, việc tái giữ bản quyền.)

## Giấy phép nội dung tự do
Những giấy phép nội dung tự do có thể là copyleft - trong trường hợp đó những điều chỉnh từ tác phẩm đó cũng phải được phân phối với cùng giấy phép tự do gốc - hoặc không-copyleft, có nghĩa là tác phẩm ghi giấy phép có thể được điều chỉnh, sau đó được phân phối lại dưới một giấy phép khác, thậm chí có thể giấy phép đó ít tự do hơn.
Phần lớn những giấy phép nội dung tự do có chứa những điều khoản xác định xem những tác phẩm dẫn xuất có phải ghi công hay công nhận tác giả của tác phẩm gốc hay không, một yêu cầu để khuyến khích sự trung thực về trí tuệ và ngăn chặn sự ăn cắp mà không làm tăng ràng buộc làm suy giảm yêu cầu sự tự do thực sự từ các giấy phép này.
Giấy phép Khoa học Thiết kế (Design Science License - DSL), và Giấy phép Văn bản Tự do GNU (GNU Free Documentation License - GFDL) là những giấy phép copyleft dành cho nội dung tự do. Giấy phép văn bản FreeBSD (FreeBSD Documentation License) là ví dụ về giấy phép không-copyleft. Giấy phép Công cộng chung GNU (GNU General Public License - GPL) cũng có thể được dùng làm giấy phép cho nội dung tự do. Giấy phép phản DRM là một giấy phép tự do copyleft dành cho tác phẩm nghệ thuật phát hành bởi Free Creations.
Những ví dụ khác về giấy phép nội dung tự do là những giấy phép phát hành bởi Creative Commons khi việc sử dụng thương mại và tác phẩm dẫn xuất là không có giới hạn, mặc dù chúng không yêu cầu kèm theo một bản sao giấy phép đó. Chú ý rằng không phải tất cả các giấy phép Creative Commons đều là nội dung tự do như định nghĩa ở đây. Dự án Libre Society cũng có một số giấy phép tự do và một bài phê bình về triết lý Creative Commons.
Hiện đang có thắc mắc về việc giấy phép IANG có thỏa mãn định nghĩa về nội dung tự do ở đây hay không, vì nó đặt trách nhiệm lên việc tái sử dụng sản phẩm, đáng chú ý là bằng cách tiếp cận vào thanh toán tài chính.